# Прапор Супоївки

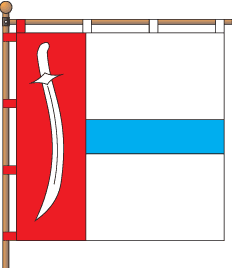
Прапор Супоївки

Прапор Супоївки — символ населених пунктів Богданівської сільської ради  Яготинського району Київської області (Україна): Супоївки, Дзюбівки, Озерного і Черкасівки. Герб затверджений сесією сільської ради (автор — О. Желіба).

## Опис
Біле квадратне полотнище (співвідношення 1:1) з однією червоною вертикальною смугою (1/3 ширини), обтяженою білою козацькою шаблею вістрям донизу та однією горизонтальною синьою смугою (1/6 ширини) посередині прапора. Корогва має вертикальне та горизонтальне кріплення.

## Трактування
- Шабля — згадка про реєстрових козаків, які у XVIII ст. заснували село Супоївка;
- синя стрічка — згадка річки Супій, яка дала назву селу.